# Polo aquático no Campeonato Mundial de Esportes Aquáticos de 2022
Os eventos do polo aquático no Campeonato Mundial de Esportes Aquáticos de 2022 ocorreram de 20 de junho a 3 de julho de 2022, em Budapeste, na Hungria.

## Calendário
| Junho/Julho de 2022 | 17 sex | 18 sáb | 19 dom | 20 seg | 21 ter | 22 qua | 23 qui | 24 sex | 25 sáb | 26 dom | 27 seg | 28 ter | 29 qua | 30 qui | 01 sex | 02 sáb | 03 dom | Final por esportes |
| ------------------- | ------ | ------ | ------ | ------ | ------ | ------ | ------ | ------ | ------ | ------ | ------ | ------ | ------ | ------ | ------ | ------ | ------ | ------------------ |
| Polo aquático       |        |        |        | ●      | ●      | ●      | ●      | ●      | ●      | ●      | ●      | ●      | ●      | ●      | ●      | 1      | 1      | 2                  |

## Eventos
Dois eventos com atribuição de medalhas foram realizados. 
Horário local (UTC+2).
| Data        | Hora  | Evento                               |
| ----------- | ----- | ------------------------------------ |
| 20 de junho | 18:00 | Rodada preliminar                    |
| 21 de junho | 18:00 | Rodada preliminar                    |
| 22 de junho | 18:00 | Rodada preliminar                    |
| 23 de junho | 18:00 | Rodada preliminar                    |
| 24 de junho | 18:00 | Rodada preliminar                    |
| 25 de junho | 18:00 | Rodada preliminar                    |
| 26 de junho | 09:00 | Play-offs/ jogos de colocação        |
| 27 de junho | 09:00 | Play-offs/ jogos de colocação        |
| 28 de junho | 14:00 | Quartas de final/ jogos de colocação |
| 29 de junho | 14:00 | Quartas de final/ jogos de colocação |
| 30 de junho | 09:00 | Semifinal/ jogos de colocação        |
| 1 de julho  | 09:00 | Semifinal/ jogos de colocação        |
| 2 de julho  | 13:00 | Feminino final                       |
| 3 de julho  | 13:00 | Masculino final                      |

## Medalhistas
Masculino
| Ouro | Prata | Bronze |
| Espanha · Unai Aguirre · Alberto Munarriz · Álvaro Granados · Bernat Sanahuja · Miguel de Toro · Marc Larumbe · Martin Famera · Sergi Cabanas · Roger Tahull · Felipe Perrone · Blai Mallarach · Alejandro Bustos · Eduardo Lorrio · Treinador: · David Lozano | Itália · Marco Del Lungo · Francesco Di Fulvio · Luca Damonte · Matteo Iocchi Gratta · Andrea Fondelli · Giacomo Canella · Luca Marziali · Gonzalo Echenique · Nicholas Presciutti · Lorenzo Bruni · Edoardo Di Somma · Vincenzo Dolce · Gianmarco Nicosia · Treinador: · Alessandro Campagna | Grécia · Emmanouil Zerdevas · Konstantinos Genidounias · Dimitrios Skoumpakis · Stathis Kalogeropoulos · Ioannis Fountoulis · Alexandros Papanastasiou · Giorgos Dervisis · Stylianos Argyropoulos · Konstantinos Gouvis · Costas Kakaris · Dimitrios Nikolaidis · Angelos Vlachopoulos · Panagiotis Tzortzatos · Treinador: · Thodoris Vlachos |

Feminino
| Ouro | Prata | Bronze |
| Estados Unidos · Ashleigh Johnson · Madeline Musselman · Tara Prentice · Rachel Fattal · Ava Elizabeth Johnson · Margaret Steffens · Stephania Haralabidis · Ryann Neushul · Denise Mammolito · Kaleigh Gilchrist · Bayley Weber · Jordan Raney · Amanda Longann · Treinador: · Adam Krikorian | Hungria · Edina Gangl · Dorottya Szilágyi · Vanda Vályi · Gréta Gurisatti · Zsuzsanna Máté · Rebecca Parkes · Geraldine Mahieu · Rita Keszthelyi · Dóra Leimeter · Natasa Rybanska · Kamilla Faragó · Krisztina Garda · Alda Magyari · Treinador: · Attila Biró | Países Baixos · Laura Aarts · Iris Wolves · Brigitte Sleeking · Sabrina van der Sloot · Lola Moolhuijzen · Simone van de Kraats · Rozanne Voorvelt · Vivian Sevenich · Kitty Joustra · Ilse Koolhaas · Maxine Schaap · Nina ten Broek · Sarah Ruis · Treinador: · Evangelos Doudesis |

## Quadro de medalhas
| Ordem | País           | Medalha de ouro | Medalha de prata | Medalha de bronze | Total |
| ----- | -------------- | --------------- | ---------------- | ----------------- | ----- |
| 1     | Espanha        | 1               | 0                | 0                 | 1     |
| 1     | Estados Unidos | 1               | 0                | 0                 | 1     |
| 3     | Hungria        | 0               | 1                | 0                 | 1     |
| 3     | Itália         | 0               | 1                | 0                 | 1     |
| 5     | Grécia         | 0               | 0                | 1                 | 1     |
| 5     | Países Baixos  | 0               | 0                | 1                 | 1     |
| Total | Total          | 2               | 2                | 2                 | 6     |